# Руска Бела
Ру̀ска Бѐла е село в Северозападна България. То се намира в община Мездра, област Враца.

## География
Село, което се намира на малък хълм по пътя между Мездра и Враца, с постоянни ЖП и автобусни връзки с градовете около него. Най-близкото село е Моравица. В Руска Бела се развива селскостопанска дейност.

## Население
Преброяване на населението през 2011 г.
Численост и дял на етническите групи според преброяването на населението през 2011 г.:
|                     | Численост | Дял (в %) |
| Общо                | 401       | 100,00    |
| Българи             | 347       | 86,53     |
| Турци               | 0         | 0,00      |
| Цигани              | 4         | 0,99      |
| Други               | 3         | 0,74      |
| Не се самоопределят | 0         | 0,00      |
| Неотговорили        | 46        | 11,47     |

## Културни и природни забележителности
- Църквата „Св. Архангел Михаил“

## Редовни събития
- Събор на селото – 20 ноември;
- Патронен празник на църква „Св. Архангел Михаил“ – 8 ноември (Архангеловден)

## Личности
- Асен Босев, автор на детско-юношеска литература и преводач (1913 – 1997)
- Никола Нанов Стоянов, четник от Ботевата чета според паметна плоча в селото, но нефигуриращ в списъка на ботевите четници на Захари Стоянов
- Асен Пешков (р. 1936), български офицер, генерал-майор от Държавна сигурност